# Ceroma langi
Ceroma langi är en spindeldjursart som beskrevs av Hewitt 1935. Ceroma langi ingår i släktet Ceroma och familjen Ceromidae. Inga underarter finns listade i Catalogue of Life.